# Camille Perl
Camille Perl (* 13. Oktober 1938 in Mamer, Luxemburg; † 21. Juli 2018 in der Vatikanstadt) war ein luxemburgischer römisch-katholischer Priester und Vizepräsident der Päpstlichen Kommission Ecclesia Dei.

## Leben
Camille Perl trat in jungen Jahren in den Benediktinerorden ein und studierte Liturgiewissenschaft. Er trat aus dem Orden wieder aus, um Weltpriester zu werden und war zunächst Pfarrer der Luxemburger Stadtteile Neudorf und Clausen, bevor er 1985 von seinem Bischof nach Rom an die Gottesdienst- und Sakramentenkongregation unter Paul Augustin Kardinal Mayer entsandt wurde. Bei Gründung der Päpstlichen Kommission Ecclesia Dei im Jahr 1988 durch Papst Johannes Paul II. wurde Kardinal Mayer zum ersten Präsidenten und Monsignore Perl zum ersten Sekretär dieser Kommission ernannt, die für die Kontakte zu katholischen Traditionalisten und Belange des tridentinischen Ritus zuständig war. In dieser Funktion bemühte sich Monsignore Perl um die Aussöhnung mit der von Erzbischof Marcel Lefebvre gegründeten Priesterbruderschaft St. Pius X.
Für Papst Benedikt XVI., dessen enger Vertrauter und Berater er war, war er an der Erarbeitung des Päpstlichen Schreibens Summorum Pontificum zur allgemeinen Freigabe der tridentinischen Messe beteiligt. Aufgrund seiner Verdienste wurde Monsignore Camille Perl am 13. März 2008 für die Dauer von fünf Jahren zum Vizepräsidenten der Kommission Ecclesia Dei, ein eigens für ihn neugeschaffenes Amt, ernannt. Infolge der Umstrukturierung der Päpstlichen Kommission Ecclesia Dei wurde Camille Perl jedoch bereits am 8. Juli 2009 in den Ruhestand versetzt. Zuletzt war er Kanonikus an St. Peter im Vatikan mit dem „ad instar“ (lat.: an Stelle von, ersatzweise) verliehenen Ehrentitel Apostolischer Protonotar supra numerum.